# عباس أباد بامزار (كوه بنج)
عباس أباد بامزار (بالفارسية: عباس‌آباد پامزار) هي قرية تقع في إيران في البلدة المركزية. يقدر عدد سكانها بـ 36 نسمة .